# Sidney A. Bernhard

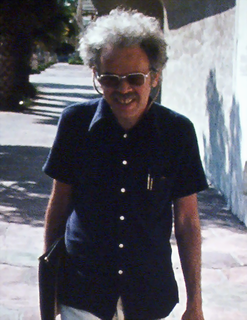
Sidney A. Bernhard (1927–1988)

Sidney A. Bernhard (* 1927; † 1988) war ein US-amerikanischer Chemiker und Professor für Chemie an der University of Oregon in Eugene.

## Werdegang
Bernhard wuchs in Brooklyn auf, studierte am Brooklyn College Chemie und erhielt 1949 seinen „Masters degree“ von der Pennsylvania State University. Arbeiten zu seiner Promotion (1949–1951) führte er unter Louis P. Hammett an der Columbia University durch. Als „National Research Council Fellow“ arbeitete er bei Linus Pauling am California Institute of Technology (1951–1953), dann verbrachte er ein knappes Jahr in England an der Universität Cambridge. Nach seiner Rückkehr in die USA arbeitete er als Chemiker in der „Division of Physical Biochemistry“ am Naval Medical Research Institute (Bethesda) (1954–1958), später als Leiter der Physikalischen Chemie (1958–1961). 1961 wurde er Mitglied des „Chemistry Department“ am neu gegründeten „Institute of Molecular Biology“ der University of Oregon.
Bernhard begann seine Karriere als Physikochemiker, dann erweiterte er sein Interesse auf Themen der Physikalischen Biochemie und Molekularbiologie: Enzymkinetik, Reaktionsmechanismen und Regulation. Darunter finden sich Pionierarbeiten zu schnellen Reaktionen mit Hilfe der damals neuen Stopped-Flow-Methode. Sein besonderes Interesse galt oligomeren Enzymen wie Acetylcholinesterase (AcChE), Glycerinaldehyd-3-phosphat-Dehydrogenase (GAPDH), Alkoholdehydrogenase (ADH), und den ATPasen. Auf Bernhard gehen erste Evidenzen für die „half-of-the-sites reactivity“ in GAPDH zurück, die zu einer Erklärungsmöglichkeit kooperativer Bindungsphänomene wurde. Späte Arbeiten galten den direkten Transfermechanismen von Metaboliten zwischen Dehydrogenasen, glykolytischen Enzymen und Tryptophan-Synthasen. Hierdurch wurden Kenntnisse zu Multienzymkomplexen um wichtige dynamische Aspekte erweitert.